# Dipoena flavomaculata
Dipoena flavomaculata är en spindelart som först beskrevs av Eugen von Keyserling 1891.  Dipoena flavomaculata ingår i släktet Dipoena och familjen klotspindlar. Inga underarter finns listade i Catalogue of Life.